# Магер, Джанлука
Джанлу́ка Ма́гер (итал. Gianluca Mager; род. 1 декабря 1994 года в Сан-Ремо, Италия) — итальянский профессиональный теннисист, финалист одного турнира ATP в одиночном разряде. Победитель 6 турниров серии «челленджер» в одиночном разряде.

## Биография и интересные факты
Отец Серджо — страховой агент. Мать Анна — секретарь. Сестра — Эрика. Играл в теннис ради удовольствия, пока не начал заниматься им серьёзно в возрасте 18 лет. Любимый удар — подача. Любимое покрытие — грунт. Его кумир — Роджер Федерер. Любимый город и турнир — Рим. Очень любит футбол и болеет за «Милан».

## Спортивная карьера

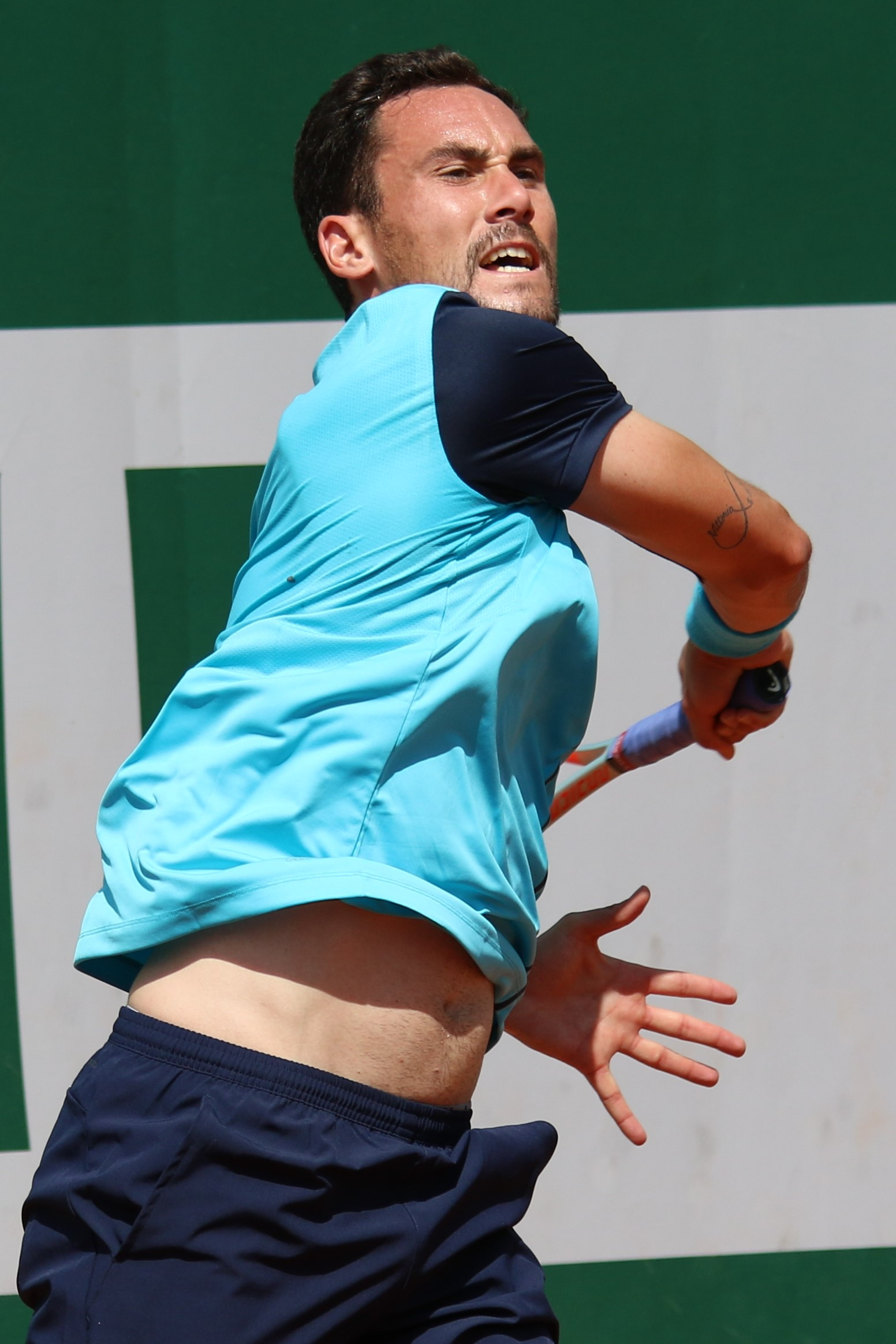
2022 год

Магер дебютировал в основной сетке турнира серии ATP на Открытом чемпионате Италии по теннису в 2017 году, где в первом же раунде он потерпел поражение от Аляжа Бедене.
Он одержал свою первую победу в основной сетке турнира ATP в одиночном разряде в Стокгольме в октябре 2019 года, обыграв испанца Пабло Андухара.
На Открытом чемпионате Рио-де-Жанейро 2020 Джанлука обыграл Каспера Рууда в первом раунде. В четвертьфинале обыграл 4-ю ракетку мира австрийца Доминика Тима и вышел в свой первый финал турнира ATP. Однако первый финал не удался и Магер проиграл чилийцу Кристиану Гарину со счетом 6-7(3-7) 5-7. Стоит отметить, что Джанлука пробился на этот турнир через квалификацию, а по завершении турнира поднялся на 77-е место в рейтинге ATP.
В апреле 2021 года выиграл «челленджер» в испанской Марбелье, победив в финале Хауме Мунара (2-6 6-3 6-2).
На Открытом чемпионате Франции 2021 года впервые в карьере выиграл матч в основной сетке турнира Большого шлема, победив 31-летнего Петера Гоёвчика из Германии в 4 сетах. Во втором круге Магер уступил 18-му сеянному Яннику Зиннеру в 4 сетах.
На Уимблдоне 2021 года также дошёл до второго круга, обыграв в 4 сетах Хуана Игнасио Лондеро. Во втором круге Магер уступил Нику Кирьосу в трёх сетах.

## Рейтинг на конец года
| Год  | Одиночный рейтинг | Парный рейтинг |
| 2023 | 338               | 1025           |
| 2022 | 212               | 834            |
| 2021 | 62                | 1530           |
| 2020 | 100               | 1200           |
| 2019 | 118               | 380            |
| 2018 | 270               | 807            |
| 2017 | 440               | 862            |
| 2016 | 335               |                |
| 2015 | 327               |                |
| 2014 | 454               |                |
| 2013 | 946               |                |

По данным официального сайта ATP на последнюю неделю года.

## Выступления на турнирах

### Финалы турнировATPв одиночном разряде (1)

#### Поражения (1)
| Легенда                    |
| -------------------------- |
| Турниры Большого шлема (0) |
| Финал АТР-тура (0)         |
| ATP Мастерс 1000 (0)       |
| АТР 500 (0)                |
| АТР 250 (0)                |

| Титулы по покрытиям | Титулы по месту проведения матчей турнира |
| ------------------- | ----------------------------------------- |
| Хард (0)            | Зал (0)                                   |
| Грунт (0)           | Зал (0)                                   |
| Трава (0)           | Открытый воздух (0)                       |
| Ковёр (0)           | Открытый воздух (0)                       |

* количество побед в одиночном разряде + количество побед в парном разряде.
| №  | Дата            | Турнир                   | Покрытие | Соперник в финале | Счёт       |
| 4. | 23 февраля 2020 | Рио-де-Жанейро, Бразилия | Грунт    | Кристиан Гарин    | 6-7(3) 5-7 |